# Pilosella bryhnii
Pilosella bryhnii là một loài thực vật có hoa trong họ Cúc. Loài này được (Blytt ex Omang) Soják miêu tả khoa học đầu tiên năm 1982.